# 1960-as amerikai elnökválasztás
Az Amerikai Egyesült Államok alkotmányának előírása szerint 1960. november 8-án, kedden az országban elnökválasztást tartottak. A szoros viták alá eső választáson a Demokrata Párt jelöltje, John F. Kennedy szenátor legyőzte Richard Nixon hivatalban lévő alelnököt, a Republikánus Párt jelöltjét. Ez volt az első olyan választás, amelyen ötven állam vett részt és amelyen a hivatalban lévő elnök nem indulhatott harmadik ciklusért a 22. alkotmánymódosítás értelmében. Egyben ez volt az utolsó olyan alkalom, hogy Kolumbia Kerület nem vett részt a választáson.
Nixon alelnök kevés ellenzékkel szemben nyerte el a republikánusok jelölését. A fiatal massachusettsi szenátor, Kennedy a demokrata előválasztáson nagy vereséget mért Hubert Humphrey szenátorra. A Demokrata Nemzeti Konvenció első szavazásán legyőzte Lyndon B. Johnson szenátusi többségi vezetőt és felkérte alelnökjelöltjének. A hidegháború jelentősen befolyásolta a választást, mivel nagy feszültség állt fenn az Egyesült Államok és a Szovjetunió között.
Az elnökválasztást Kennedy nyerte meg 303 elektori szavazattal, míg Nixon 219-et kapott. Nixonnak csak 112 827-tel, 0,17%-kal volt kevesebb szavazata, így igen szoros lett az eredmény. Egy harmadik jelölt, Harry F. Byrd szenátor tizenöt elektori szavazatot kapott és magával vitt egy államot, Mississippit. Kennedy kihasználta az 1958-as gazdasági recessziót, amely sértette a hivatalban lévő elnök, Dwight D. Eisenhower és ezzel a Republikánus Párt tekintélyét és 17 millióval több regisztrált demokrata lett, mint republikánus. Kennedy az első katolikus vallású elnökként többséget szerzett a katolikus szavazók között. Kennedy kampánykészsége döntően felülmúlta Nixonét, aki mind az ötven államban időt és erőforrásokat pazarolt. Kennedy Johnsonra támaszkodott, hogy tartsa a déli államokat és hatékonyan használta a televíziózást. Ennek ellenére a 20. század legszorosabb eredménye lett az 1960-as elnökválasztás.
1963. november 22-én Kennedy elnök rejtélyes körülmények között Dallasban merénylet áldozata lett és az elnöki székben Johnson követte. Nixon 1968-ban ismét indult a választáson, immár sikeresen és 1972-ben újraválasztották, ám az 1974 augusztusi Watergate-botrány miatt lemondásra kényszerült.

## Jelölések

### Demokrata Párt
| A Demokrata Párt jelöltjei, 1960    |                             |
| John F. Kennedy                     | Lyndon B. Johnson           |
| elnökjelölt                         | alelnökjelölt               |
|                                     |                             |
| Massachusetts szenátora (1953–1960) | Texas szenátora (1949–1961) |

| 1960-as Demokrata Nemzeti Konvenció eredményei       | 1960-as Demokrata Nemzeti Konvenció eredményei | 1960-as Demokrata Nemzeti Konvenció eredményei | 1960-as Demokrata Nemzeti Konvenció eredményei       | 1960-as Demokrata Nemzeti Konvenció eredményei     | 1960-as Demokrata Nemzeti Konvenció eredményei | 1960-as Demokrata Nemzeti Konvenció eredményei |
| ---------------------------------------------------- | ---------------------------------------------- | ---------------------------------------------- | ---------------------------------------------------- | -------------------------------------------------- | ---------------------------------------------- | ---------------------------------------------- |
| John F. Kennedy Massachusetts szenátora 806 (52,89%) | Lyndon B. Johnson Texas szenátora 409 (26,84%) | Stuart Symington Missouri szenátora 86 (5,64%) | Adlai Stevenson Illinois volt kormányzója 80 (5,25%) | Robert B. Meyner New Jersey kormányzója 43 (2,82%) | Hubert Humphrey Minnesota szenátora 42 (2,76%) | George Smathers Florida szenátora 30 (1,97%)   |

A főbb jelöltek az 1960-as demokrata elnökjelöltségért John F. Kennedy, Pat Brown, Stuart Symington, Lyndon B. Johnson, Adlai Stevenson, Wayne Morse és Hubert Humphrey voltak. Számos jelölt saját államában keresett támogatást, annak ellenére, hogy reális esélye lett volna a jelölés elnyeréséért. Symington, Stevenson és Johnson nem voltak hajlandóak kampányolni. Mindhárom jelölt azt remélte, hogy a többi versenyző megbotlik az előválasztáson és hogy a kongresszus őt fogja megválasztani jelöltnek.
Kennedyt kezdetben sokan kritizálták a párton belül, hogy ő túl fiatal és tapasztalatlan az elnöki székre és azt javasolták, hogy alelnökjelöltként induljon. Ezek közé tartozott például a korábbi amerikai elnök, Harry S. Truman is, aki Symington-t támogatta. Kennedy ezt jelentette ki: „Nem alelnöknek, hanem elnöknek indulok.”
Ezután jött az előválasztás. Az első kérdés Kennedy római katolikus vallása volt. Kennedy először a wisconsini előválasztáson legyőzte Hubert Humphrey szenátort. Testvérei és felesége, Jacqueline átfésülték az államot és szavazatokat gyűjtöttek, ami miatt Humphrey panaszkodott és „úgy érezte magát, mint egy független kereskedő, aki egy áruházlánc ellen versenyez”. Néhány politikai szakértő azzal érvelt, hogy Kennedy győzelmi esélyei szinte teljes egészében a katolikus területekről származott, így Humphrey úgy döntött, hogy folytatja a versenyt a többnyire protestáns Nyugat-Virginiában. Azonban Kennedy itt is felülmúlta ellenfelét. Humphrey kampánya csekély volt, Kennedy jól finanszírozott és jól szervezett kampánnyal rendelkezett. Kennedy a szavazatok 60%-ával megverte Humphrey-t, aki visszavonult az elnökválasztási kampányától. Nyugat-Virginia megmutatta, hogy a katolikus Kennedy még egy erősen protestáns államban is nyerhet. Bár csak kilenc elnöki előválasztáson vett részt, riválisai, Johnson és Symington nem tudtak kampányolni az előválasztásokon. Annak ellenére, hogy a liberálisok által támogatott Stevenson kétszer is volt a Demokrata Párt elnökjelöltje 1952-ben és 1956-ban, két veresége Dwight D. Eisenhower republikánus elnök ellen a legtöbb pártvezetőt és küldöttet arra késztetett, hogy „egy új arcot” keressenek, aki megnyerheti a választásokat. Az előválasztás után Kennedy körbe utazta az országot és az állami küldöttséggel és vezetőivel társalgott. A Demokrata Nemzeti Konvenció megnyitásakor Kennedy messze az élen járt, de továbbra is kevésnek tartották a küldöttek számát, amelyre szüksége volt a győzelemhez.
Az 1960-as Demokrata Nemzeti Konvenciót Los Angelesben tartották. A konvenció megnyitása előtti héten Kennedy két új kihívót szerzett, amikor Lyndon B. Johnson szenátusi többségi vezető és Adlai Stevenson, a párt 1952-es és 1956-os jelöltje hivatalosan is bejelentették jelöltségüket. Azonban sem Johnson, sem Stevenson nem múlta fel a tehetséges és rendkívül hatékony Kennedy kampánycsapatát, amelyet öccse, Robert F. Kennedy vezetett. Johnson kihívta Kennedyt egy televíziós vitára a texasi és massachusettsi küldöttség közös ülésekor. A legtöbb megfigyelő úgy gondolta, hogy Kennedy felülmúlta Johnsont a vita során, aki nem tudta kiterjeszteni támogatását a délen túlra. Az elnöki szavazás első fordulóját Kennedy nyerte meg.
Ezt követően Kennedy Los Angelesben, 1960. július 14-én, reggel 10:15-kor felajánlotta Johnsonnak az alelnöki jelölést, ami sok mindenkit meglepett. Rájött, hogy nem lehet megválasztani a déli demokraták támogatása nélkül, akik többsége Johnson mellett állt. Robert Kennedy gyűlölte Johnsont a Kennedy család elleni támadásai miatt és azt mondta, hogy bátyja csak udvariasságból ajánlotta fel neki a posztot. Robert Kennedy állításából Arthur M. Schlesinger és Seymour Hersh azt idézte, hogy John Kennedy Stuart Symington-t részesítette volna előnyben és Johnson összefogott a képviselőházi elnökkel, Sam Rayburn-al, nyomva Kennedyt az alelnöki jelölés felajánlására. Hersh arról is írt, hogy meg is zsarolták Kennedyt a jelöltségért. 
Anthony Summers életrajzában az FBI igazgatója, John Edgar Hooverről is hasonló történet szerepel. Kennedy személyi titkára azt mondta Summers-nek egy interjúban, hogy meg volt győződve arról, hogy 1960 közepén J. Edgar Hoover és Johnson összeesküdött. Hoover ismert volt arról, hogy sok aktákat vezetett a politikai vezetők magánéletéről és Kennedy sem volt kivétel. Hoover különböző forrásokból szerzett információkat Kennedy nőcsábászságáról. 1942 januárjában, mikor az Egyesült Államok Haditengerészeténél szolgált, az FBI megfigyelési nyilvántartása megerősítette, hogy viszonya volt egy Inga Arvad nevű nővel, majd 1958-ban egy Leonard és Florence Kater nevű házaspár megtudta, hogy bérlőjüknek viszonya volt Kennedyvel, szenátusi irodájának titkárával. Kater egy magnóval felvette a pár szeretkező hangjait és egy képet is csinált Kennedyről. Kater elküldte ezt az újságoknak és a Stearn Publications nevű cég továbbította Hoovernek. Nem sokkal később Hoover megszerezte a kazetták másolatát és felajánlotta őket Johnsonnak, aki minden információt felhasznált, amit Hoover talált Kennedyről, még a konvenció előtt is. Így Hoover nagy nyomást gyakorolt Kennedyre a konvenció alatt. Néhány nappal az alelnöki felkérés után Pierre Salinger, a kampány sajtótitkára megkérdezte Kennedyt, hogy valóban elvárja-e Johnsontól, hogy elfogadja az ajánlatot vagy csak udvarias gesztust tett. Kennedy így válaszolt: „Az egész történet soha nem lesz ismert.” „Mindketten megígértük egymásnak, hogy soha nem mondjuk el, mi történt” – mondta Robert Kennedy.    
Johnsonra nagy szükség volt texasi és az Egyesült Államok déli részének szavazatainak fenntartásában. Július 14-én, reggel 6:30-kor Kennedy megkérte öccsét, hogy készítsen becslést a közelgő választási szavazatoktól, beleértve Texast is. Robert Kennedy felhívta Pierre Salingert és Kenneth O’Donnellt, hogy segítsenek neki ezügyben. Felismerve a texasi szavazatok sajátjukként való számlálásának következményeit, Salinger megkérdezte, hogy fontolgatja-e a Johnson alelnökjelöltségét, Robert pedig igennel válaszolt. 9 és 10 óra között John Kennedy Pennsylvania kormányzójához, egyben Johnson támogatójához, David L. Lawrence-hez fordult segítségért, hogy Johnson beleegyezésével jelölje ki őt alelnökjelöltnek. Kennedy hamarosan bejelentette Johnson jelöltségét legközelebbi támogatóinak és az északi politikai vezetőknek. Gratulációját fogadta el Ohio kormányzójától, Connecticut kormányzójától, Chicago polgármesterétől és New York polgármesterétől.

### Republikánus Párt
| A Republikánus Párt jelöltjei, 1960      |                                                 |
| Richard Nixon                            | Henry C. Lodge                                  |
| elnökjelölt                              | alelnökjelölt                                   |
|                                          |                                                 |
| Az Egyesült Államok alelnöke (1953–1961) | Az Egyesült Államok ENSZ nagykövete (1953–1960) |

| 1960-as Republikánus Nemzeti Konvenció eredményei             | 1960-as Republikánus Nemzeti Konvenció eredményei    | 1960-as Republikánus Nemzeti Konvenció eredményei              | 1960-as Republikánus Nemzeti Konvenció eredményei      |
| ------------------------------------------------------------- | ---------------------------------------------------- | -------------------------------------------------------------- | ------------------------------------------------------ |
| Richard Nixon Az Egyesült Államok alelnöke 4 975 938 (86,63%) | George H. Bender Ohio volt szenátora 211 090 (3,68%) | Cecil H. Underwood Nyugat-Virginia kormányzója 123 756 (2,16%) | Nelson Rockefeller New York kormányzója 30 639 (0,53%) |

Az 1951-es 22. alkotmánymódosítás miatt Dwight D. Eisenhower elnök nem indulhatott harmadik ciklusért, 1952-ben és 1956-ban választották meg.
1959-ben úgy tűnt, hogy Richard Nixon alelnöknek komoly kihívással kel szembe néznie a republikánus jelölés elnyeréséért a republikánus mérsékelt-liberális szárny vezetőjével, Nelson Rockefeller-el, New York-i kormányzóval. Azonban Rockefeller bejelentette, hogy nem lesz elnökjelölt, miután kiderült, hogy a republikánusok nagy többsége Nixont kedveli jobban és őt részesítik előnyben.  
Rockefeller visszavonulása után Nixon nem szembesült jelentős ellenzékkel a republikánus jelölésért. Az 1960-as Republikánus Nemzeti Konvención, Chicagoban elsöprő győzelmet aratott, az arizonai Barry Goldwater szenátor csak 10 szavazatot kapott a küldöttektől. A jelölés elnyerése után Nixon lett az első olyan alelnök, aki John C. Breckinridge óta indult az elnökválasztáson. Nixon a volt massachusettsi szenátort és az ENSZ nagykövetét, Henry Cabot Lodge-t választotta alelnökjelöltjének, mivel Lodge külpolitikai felhatalmazása beletartozott Nixon stratégiájába, inkább a külpolitikával kapcsolatban kampányolt. Nixon korábban Rockefellert akarta alelnökjelöltjének, de a kormányzónak nem voltak ambíciói az alelnöki székért. Később azonban 1974 és 1977 között Gerald Ford alelnökeként tevékenykedett.

## A választás

### Kampányígéretek
A kampány során Kennedy azt hangsúlyozta, hogy Eisenhower és a republikánusok alatt az ország mind katonailag, mind gazdaságilag lemaradt a Szovjetunió mögött a hidegháborúban és hogy ő elnökként újra mozgásba hozza Amerikát. Az Eisenhower-adminisztráció hozta létre 1958-ban a NASA-t, de Kennedy úgy vélte, hogy a Republikánus Párt figyelmen kívül hagyta annak szükségességét, hogy utolérjék a Szovjetuniót az űrversenyben. Megígérte, hogy az új demokratikus kormányzat teljes mértékben értékelni fogja a világűrbe tett teljesítmények fontosságát az Egyesült Államok nemzetbiztonsága és tekintélye szempontjából. Nixon azzal érvelt, hogy ha megválasztják, fenntartja a békét és jólétet, amit Eisenhower hozott a nemzetnek az 1950-es években. Azt állította, hogy a szovjetekkel vívott hidegháborúban Kennedy túl fiatal és tapasztalatlan az ország vezetésére. Ha Nixont megválasztották volna, 48 évesen a legfiatalabb elnökök listáján a negyedik helyet foglalta el volna. Kennedy ezzel szemben 43 évesen a második legfiatalabb férfi, aki megkezdte az elnökséget (Theodore Roosevelt alelnök 42 éves volt 1901-ben, amikor meggyilkolták McKinley elnököt és ő vette át az ország vezetését).
Kennedy kampánya alatt fiatalságára támaszkodott és megígérte, hogy változást hoz. Olyan hírességek is támogatták, mint Frank Sinatra, Henry Fonda és Harry Belafonte. Nixon azt állította, hogy a politikai tapasztalata alkalmasabbá tette az elnöki tisztség betöltésére. Azt akarta, hogy a választók tudják, hogy megvannak a képességei ahhoz, hogy kommunista fenyegetéseket vegyen fel.

### Kampányesemények

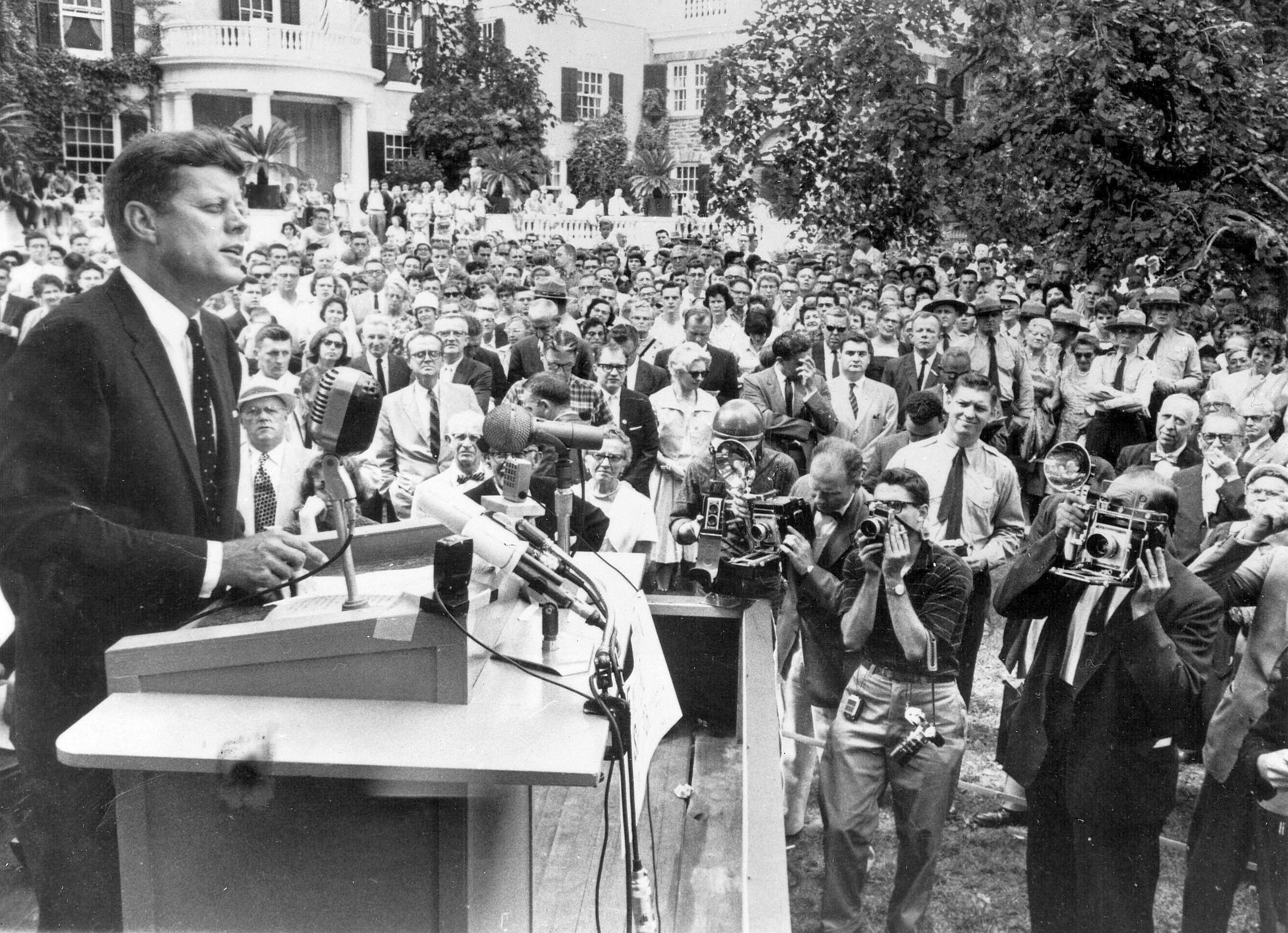
Kennedy Franklin D. Roosevelt születési helyén, a Hyde Parkban kampányol augusztus 14-én

Kennedy és Nixon is nagy és lelkes tömegeket vonzott a kampány során. 1960 augusztusában a legtöbb közvélemény-kutatás kevés előnnyel Nixont tartotta az élen állónak és sok politikai szakértő őt tartotta a győzelem kedvencének. Nixont azonban az őszi kampány során balszerencse sújtotta. Augusztusban Eisenhower elnök, aki régóta ambivalens kapcsolatban állt alelnökével, televíziós sajtótájékoztatót tartott, amelyen a riporter, Charles Mohr megkérdezte az elnöktől, hogy tudna -e példát mondani Nixon jövőbeli ötleteiről. Eisenhower így válaszolt: „Ha ad egy hetet, egy jut eszembe”. Bár Eisenhower és Nixon később azt állította, hogy csak viccelt a riporterrel, a megjegyzés ártott Nixonnak, mivel aláásta azt az állítását, hogy nagyobb a döntéshozatali tapasztalata, mint Kennedynek. A megjegyzés annyira károsnak bizonyult Nixon számára, hogy a demokraták Eisenhower nyilatkozatát televíziós reklámmá tették.
A Republikánus Nemzeti Konvención Nixon vállalta, hogy mind az ötven államban kampányolni fog. Ez a fogadalom azonban visszafelé sült el, amikor augusztusban, Nixon súlyosan beütötte a térdét egy autó ajtajához, miközben kampányolt Észak-Karolinában. Térde elfertőződött és két hétre abba kellett hagynia kampányát, míg a fertőzést antibiotikummal nem kezelték. Amikor elhagyta a Walter Reed kórházat, nem volt hajlandó feladni ígéretét, mely szerint minden államba ellátogat. Felkereste azokat az államokat, amelyek kevés elektori szavazattal rendelkeznek és kevés segítséget nyújt a választásokon, ettől függetlenül kijelentette, hogy biztos nyerni fog a választásokon. Sokat kampányolt Alaszkában, amely csak három elektori szavazattal rendelkezett, míg Kennedy a sokkal népesebb államokat járta, mint New Jerseyt, Ohiot, Michigant és Pennsylvaniat.
Nixon augusztus 26-án a georgiai Atlantába látogatott, ahol mintegy 150 000 ember fogadta. Nixon atlantai beszédében megemlítette, hogy „az elmúlt negyedszázadban nem volt olyan demokrata elnökjelölt, aki fáradságát vette volna, hogy Georgiában kampányoljon”. Kennedy azonban nem engedte, hogy Nixon ilyen könnyedén elvegye a demokrata államokat. Kennedy változtatva statisztikáján meglátogatott néhány meglepő államot, beleértve Georgiát is. Georgiai kampányútja során Columbus, Warm Springs és Lagrange városaiban is megfordult. Warm Springs-i látogatása során az állami rendőrök megpróbálták távol tartani Kennedyt a hatalmas tömegtől, de ő kezet fogott a gyermekbénulásban szenvedőkkel. Számos kisvárosokat is meglátogatott és látogatásai folyamán több mint 100 000 fős tömeg fogadta őt. Warm Springsben abban az intézményben tartott beszédet, ahol időt töltött el és halt meg 1945-ben Franklin D. Roosevelt elnök.
Warm Springs-i beszédében Kennedy megemlítette Rooseveltet is, akit csodált és méltatta őt, amiért kiállt a gazdákért, munkásokért, kisvárosokért, nagyvárosokért, szegénységben élőkért és betegekért. Azt mondta, hogy Roosevelt „az erő és a haladás szelleme volt, aki Amerikát mozgásba hozta”. Kennedy megvitatta az egészségügyi ellátásra vonatkozó hatpontos tervét. Egy orvosi programot akart létrehozni szövetségi finanszírozásra, orvosi iskolák és kórházak építésére. Azt is tervezte, hogy a kormány pénzt kölcsönöz a diákoknak az orvosi egyetemre járásukhoz és támogatást nyújt a régi kórházak felújításához. Tervei közé tartozott még az orvosi kutatásra való több összeg költése, a rehabilitációs erőfeszítések kiterjesztése és új módszerek kidolgozása a rászorulók megsegítésére. Sok republikánus ellenezte Kennedy terveit és a „szocializmushoz való felhívásnak” jellemezte őket. A Warm Springs környéki emberek támogatták Kennedyt. A nők „Kennedy és Johnson” feliratú kalapokat viseltek. Joe O. Butts, Warm Springs polgármestere Kennedy látogatása során ezt mondta: „Biztos kezet fogott mindenkivel és állandóan mosolygott.”
Robert Kennedy Johnson jelölésével kapcsolatos kritikái ellenére Johnsont választották alelnökjelöltté. Johnson erőteljesen kampányolt Kennedyért és fontos szerepet játszott abban, hogy a demokraták több déli államot is magukkal vigyenek, különösen Texast. Két 12 perces beszédet is elmondott Georgiában. Atlantai látogatásuk során a pályaudvaron egy vonat hátulján tartották beszédjüket. Nixon jelöltje, Lodge nagykövet azonban letargikus kampányt folytatott és számos hibát követett el, ártva ezzel Nixonnak. Köztük egy olyat is ígért a választóknak, amelyet Nixon nem hagyott jóvá, mely szerint Nixon egy feketét nevez ki kabinetfőnökének. A megjegyzés sok fekete embert is megsértett.  

### Viták
Négy elnökjelölti vitát, ám alelnökjelölti vitát nem rendeztek az 1960-as választás során.
| Időpont                      | Helyszín                        | Város       | Moderátor       | Résztvevők                    | Nézettség (millió fő) |
| ---------------------------- | ------------------------------- | ----------- | --------------- | ----------------------------- | --------------------- |
| Hétfő, 1960. szeptember 26.  | WBBM-TV                         | Chicago     | Howard K. Smith | John F. Kennedy Richard Nixon | 66,4                  |
| Péntek, 1960. október 7.     | WRC-TV                          | Washington  | Frank McGee     | John F. Kennedy Richard Nixon | 61,9                  |
| Csütörtök, 1960. október 13. | ABC Studios Los Angeles (Nixon) | Los Angeles | Bill Shadel     | John F. Kennedy Richard Nixon | 63,7                  |
| Csütörtök, 1960. október 13. | ABC Studios New York (Kennedy)  | New York    | Bill Shadel     | John F. Kennedy Richard Nixon | 63,7                  |
| Péntek, 1960. október 21.    | ABC Studios New York            | New York    | Quincy Howe     | John F. Kennedy Richard Nixon | 60,4                  |

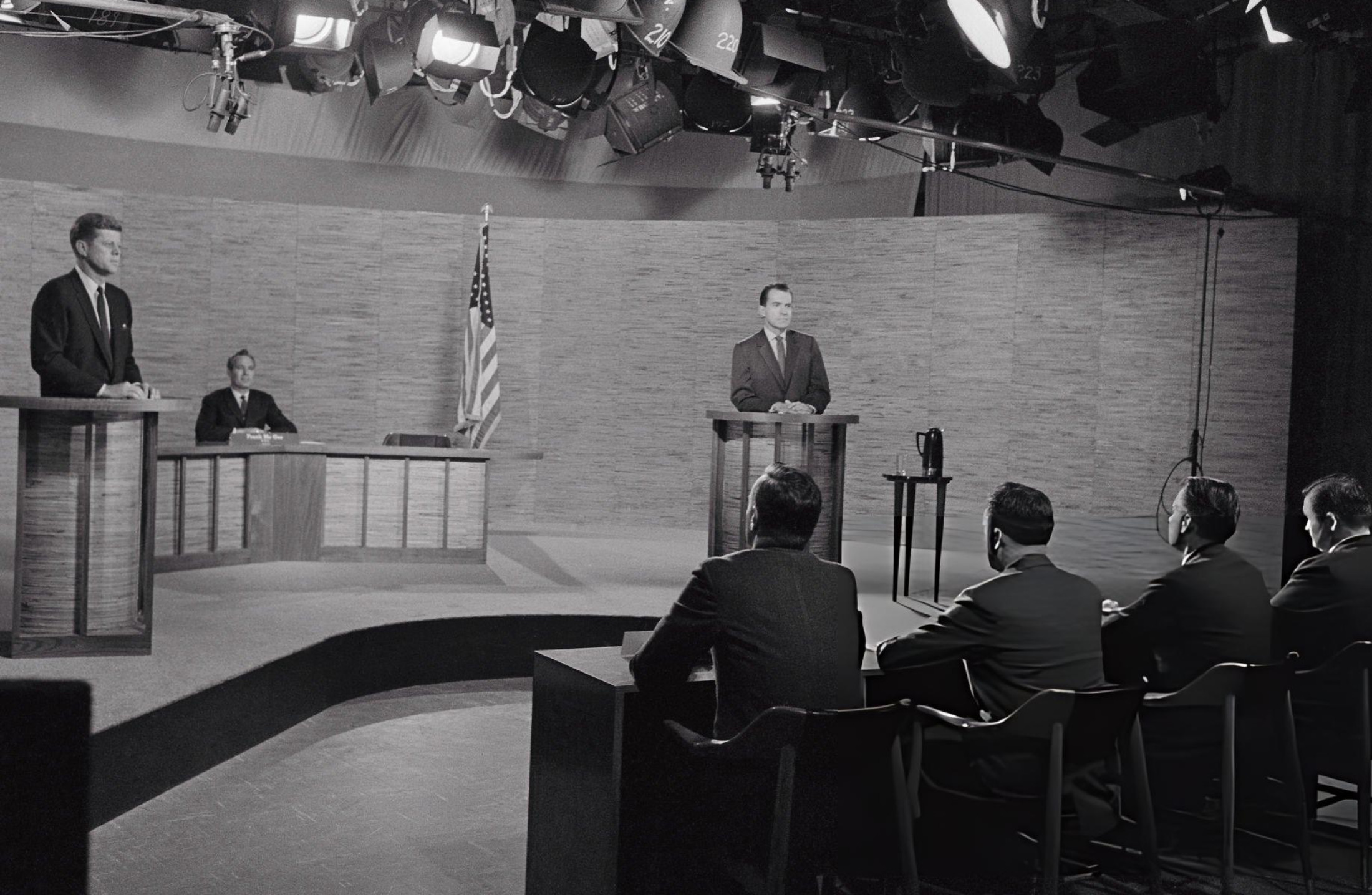
Kennedy és Nixon a második vitán (1960. október 7.)

A kampány legfontosabb fordulópontja a négy Kennedy-Nixon vita volt. Ezek voltak az első elnökjelöltek közötti viták az 1858-as Lincoln-Douglas viták után és szintén az első, amelyeket közvetítettek a televízióban és így hatalmas nyilvánosságot vonzott. Nixon még az első vita kezdete előtt néhány órával is kampányolt. Nem épült fel teljesen a kórházban való tartózkodásából, így sápadtnak, betegesnek, soványnak és fáradtnak tűnt. A vitán különböző pillanatokban izzadság látszott az arcán. Az első vitára arcbőre tisztítását visszautasította és arcborostája feltűnően szerepelt az akkor fekete-fehér tv-képernyőkön. Nixon rossz szereplését az első vitában jól mutatja, hogy édesanyja közvetlen a vita után felhívta és megkérdezte tőle, hogy nem beteg -e. Kennedy ezzel szemben alaposan kipihente magát és felkészült, magabiztosnak és nyugodtnak tűnt a vita során. Az első vitát a becslések szerint 70 millió fő nézte.
Gyakran állítják azt, hogy a vita televízióból nézői túlnyomórészt úgy hitték, hogy Kennedy nyert, míg a rádióhallgatók (közönség) pedig hogy Nixon legyőzte. Ezt azonban sokat vitatták. Az első vita után a közvélemény-kutatások azt mutatták, hogy Kennedy kisebb előnybe került Nixonnal szemben. A hátralévő három vitában Nixon televíziós sminket viselt és erőteljesebbnek tűnt, mint az első megjelenésekor.
A fennmaradó három vitát azonban már kevesebb néző követte figyelemmel. Az akkori politikai megfigyelők úgy vélték, hogy Kennedy nyerte az első vitát, a másodikat és a harmadikat Nixon, míg a negyedik, melyet mindkét férfi a legerősebb teljesítményének tartott, döntetlen lett.
A harmadik vita monumentális lépésnek számított a televízió számára. Ez az első alkalom, hogy osztott képernyős technológiát alkalmaztak, két embert hoztak össze az ország másik feléről, így élőben tudtak beszélni egymással. Nixon Los Angelesben, míg Kennedy New Yorkban volt. Úgy tűnt, hogy a két férfi ugyanabban a szobában vitázott, hála az azonos készleteknek. Mindkét jelöltnek volt egy monitorja a saját stúdiójában, amely a másik stúdióból származó hírcsatornát közvetítette, hogy válaszolhassanak a kérdésekre. A vita fő témája az volt, hogy kell -e katonai erőt alkalmazni annak megakadályozására, hogy a kínai partvidék két szigetcsoportja, Quemoy és Matsu kommunista ellenőrzés alá kerüljön.

### Kampányproblémák
Kennedy kampányának egyik fő problémája volt a protestánsok körében széles körben elterjedt szkepticizmus a római katolikus vallásával szemben. Egyes protestánsok, különösen a déli baptisták és evangélikusok attól tartottak, hogy ha katolikus kerül a Fehér Házba, akkor a pápa indokolatlan befolyást fog gyakorolni a nemzet ügyeire. A vallási kérdés olyan fontos volt, hogy Kennedy beszédet mondott a nemzet újságszerkesztői előtt, amelyben bírálta a vallási kérdés előtérbe helyezését más témákban – különösen a külpolitikában –, melyek szerinte nagyobb jelentőséggel bírnak.
A protestánsok félelmeinek kezelése érdekében, miszerint római katolikussága kihat döntései meghozatalára, Kennedy 1960. szeptember 12-én kijelentette: „Nem vagyok a katolikusok elnökjelöltje. Én a Demokrata Párt elnökjelöltje vagyok, aki történetesen szintén katolikus. Nem cselekedek egyházam nevében a közügyekben és az egyház se értem.” Megígérte, hogy tiszteletben tartja az egyház és az állam szétválasztását és nem engedi, hogy katolikus tisztviselők diktálják neki a közrendet. Felvetette azt a kérdést is, hogy az amerikaiak egynegyede csak azért kerül -e másodosztályú állampolgárságba, mert római katolikus. Kennedy lett az első római katolikus, akit elnökké választottak – 60 év múlva választották meg a második katolikus elnököt, Joe Bident.
Kennedy kampánya kihasználta a lehetőséget, mikor a polgárjogi mozgalom vezetőjét, Martin Luther Kinget letartóztatták Georgiában, miközben részt vett egy ülésszakon. Nixon kérte Eisenhowert, hogy bocsásson meg Kingnek, de az elnök ezt visszautasította. Nixon nem tett további lépéseket ez ügyben, de Kennedy felhívta a helyi politikai hatóságokat, hogy engedjék szabadon a börtönből Kinget, felhívta King apját és feleségét is. Ennek eredményeként King apja támogatta Kennedyt és sokkal népszerűbb lett a fekete választók körében. King letartóztatásával kapcsolatos Georgia kormányzójához intézett levele is segített Kennedynek sok afroamerikai szavazat megszerzésében. Kérte a kormányzót, hogy indítson vizsgálatot a kemény ítélet ellen. A polgárjogi csapattal rendelkező Kennedy a választás napján a legtöbb területen nagy fölénnyel nyerte meg a fekete szavazatokat, amely az olyan államokban is biztosította győzelmi rátáját, mint New Jersey, Dél-Karolina, Illinois és Missouri. A fehér szavazókat kevésbé befolyásolta a polgári jogok témája, mint a fekete szavazókat 1960-ban. Thruston Ballard Morton republikánus szenátor az afroamerikai szavazást tartotta a legfontosabb tényezőnek.
A választásokat uraló kérdés az Egyesült Államok és a Szovjetunió közötti növekvő hidegháborús feszültség volt. 1957-ben a szovjetek felbocsátották a Szputnyikot, az első ember alkotta műholdat, amely a Föld körül keringett. Nem sokkal később néhány amerikai vezető arra figyelmeztetett, hogy a nemzet lemarad a kommunista országok mögött a tudományban és a technológiában. Kubában Fidel Castro forradalmi rezsimje 1960-ban a Szovjetunió közeli szövetségese lett, fokozva a kommunistáktól való félelmet. A közvélemény-kutatások azt mutatták, hogy az amerikai emberek több mint a fele úgy gondolta, hogy a Szovjetunióval való háború elkerülhetetlen.  
Kennedy kihasználta a megnövekedett hidegháborús feszültséget. Azzal érvelt, hogy a republikánusok alatt a szovjetek nagy előnyt szereztek a nukleáris rakéták kifejlesztésének számában. Kétpárti kongresszusi vizsgálatot javasolt annak lehetőségéről, hogy a Szovjetunió megelőzte az Egyesült Államokat a rakéták kifejlesztésében. Egy október 18-i beszédében azt is megjegyezte, hogy több magasrangú amerikai katonatiszt már régóta bírálta az Eisenhower-kormány védelmi kiadási politikáját.
Mindkét jelölt vitatkozott a gazdaságról és arról is, hogyan tudnák növelni az 50-es évek gazdasági növekedését és jólétét és azt több ember, különösen kisebbségek számára elérhetővé tenni. Egyes történészek bírálják Nixont, amiért nem használta ki jobban Eisenhower népszerűségét, ami 1960-ban és a választások napján 60-65% körüli volt és hogy kampányában nem foglalkozott gyakrabban Eisenhower elnökségének virágzó gazdaságával. Ahogy elkezdődött a választás előtti utolsó két hét, a közvélemény-kutatások és a legtöbb politikai szakértő azt jósolta, hogy Kennedy fog győzni. Azonban Eisenhower elnök, aki nagyrészt nem kampányolt, erőteljes kampánykörutat tett Nixon érdekében a választások előtti 10 napban. Az elnök támogatása Nixonnak nagy lökést adott. Nixon bírálta Kennedyt azért is, amiért kijelentette, hogy a két sziget a kommunista Kína partjainál, Quemoy és Matsu, melyet a tajvani kínai nacionalista erők birtokoltak, kívül esnek azon a védelmi szerződésen, amelyet az Egyesült Államok írt alá a nacionalista kínaiakkal. Nixon azt állította, hogy a szigetek szerepelnek a szerződésben és azzal vádolta ellenfelét, hogy gyengeséget mutat a kommunista agresszióval szemben. A Quemoy és Matsu kérdéssel, valamint Eisenhower támogatásával Nixon nagy lendületet vett és a választás napjára a közvélemény-kutatások döntetlent jeleztek.  

### Eredmények

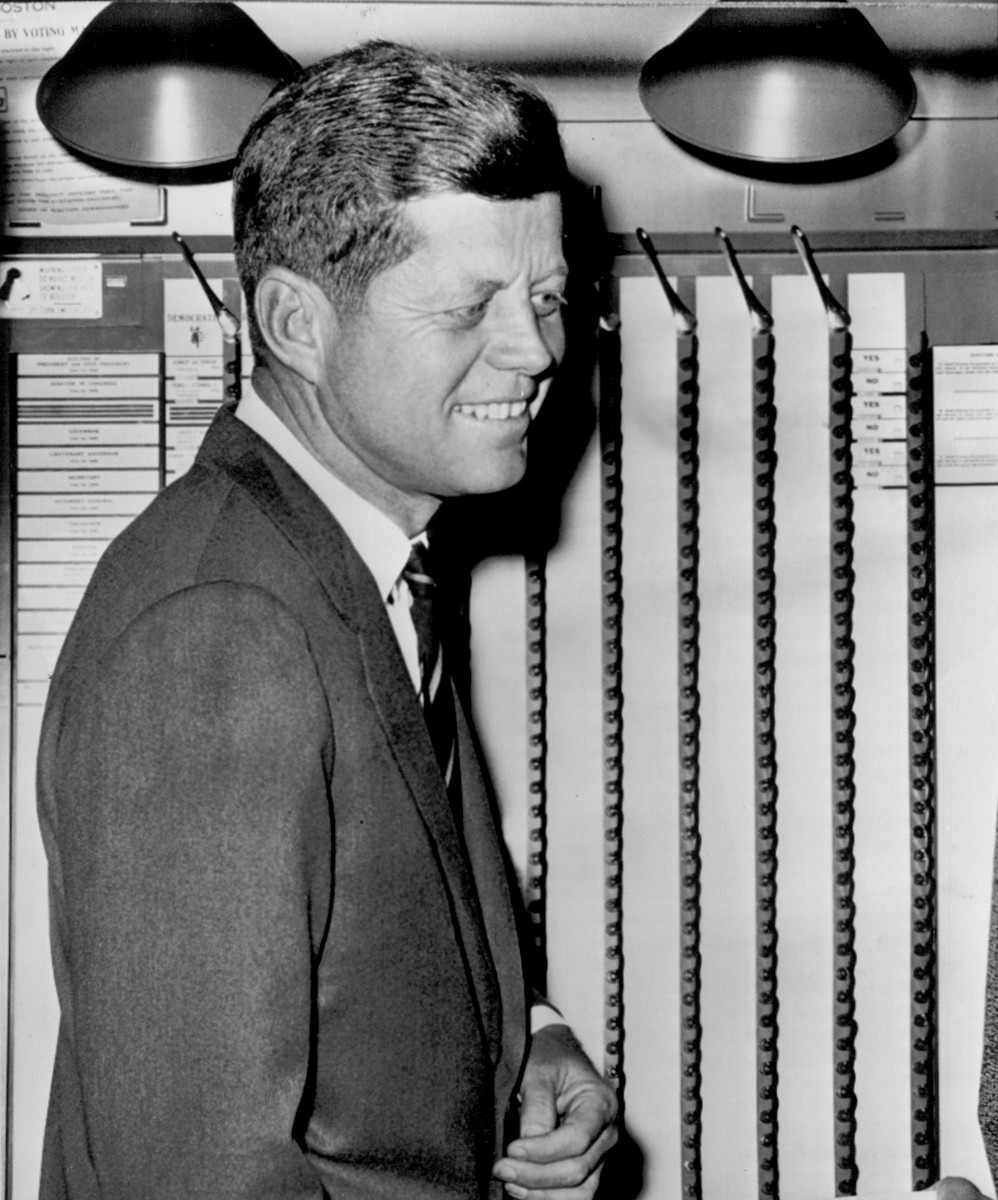
Kennedy az elnökválasztás napján

A választást 1960. november 8-án tartották. Mindkét fél saját lakosztályából figyelte a választást, Nixon a Los Angeles-i Ambassador Hotelben, míg Kennedy egy massachusettsi kis faluban, Hyannis Portban. Mivel a választást az északkeleti és középnyugati városok, mint például Boston, New York, Philadelphia, Cleveland, Detroit és Chicago kezdték el, Kennedy hatalmas fölénnyel indította el a választást és úgy tűnt, elindult a győzelem felé. Ám mikor később a közép-nyugati vidéki és külvárosi területekről és a Csendes-óceán partján fekvő államokból is érkeztek szavazatok, Nixon folyamatosan kezdte csökkenteni Kennedy fölényét.
A The New York Times éjfél előtt cikket jelentetett meg „Kennedy megválasztott elnök” címmel, ám ekkor még a választás javában folyt. Nixon hajnali három óra körül beszédet mondott és utalt arra, hogy Kennedy megnyerhette a választást. A riporterek tanácstalanok voltak, mivel ez nem hivatalos beszéd volt. Nixon csak másnap délután ismerte el a választási eredményeket, Kennedy győzelmet aratott.
A 3129 megyéből Nixonra 1857-en (59,35%), míg Kennedyre 1200-an (38,35%) szavaztak. Louisiana és Mississippi 71 megyéje (2,27%) más jelöltekre szavazott, akiknek semmi esélyük nem volt a győzelemhez. Bár Alaszkát Nixon vitte magával, nagyon szoros volt az eredmény, Kennedynek csak ezerrel volt kevesebb szavazata ebben az államban.
Kaliforniában, Nixon hazájában igen szoros volt az eredmény. Eleinte úgy tűnt, hogy Kennedy viszi magával az államot, de amikor egy héttel később megszámolták a hiányzó szavazatokat is, Nixon nyert. Hasonlóan történt ez Hawaiiban is, úgy tűnt, mintha Nixon nyerne, de egy újra számlálás során Kennedy nyerte meg az államot.
Az elnökválasztáson Kennedy 0,17% fölénnyel verte meg Nixont, ami így a 20. század legszorosabb választási eredménye lett. Olyan szoros lett az állás, hogy Illinois és Missouri államokban Kennedy 8 858 szavazattal hagyta le Nixont, kevesebb mint 1%-kal, és ha nem kapta volna meg ezt a plusz szavazatot és Nixon vitte volna magával a két államot, egyik jelöltnek sem lett volna 269 elektori szavazata, amennyi szükséges volt a győzelemhez és akkor a képviselőház kényszerült volna összeülni és elnököt választani.
Kennedy kevesebb mint 9000-rel kapott több szavazatot Nixonnál Illinoisban a leadott 4,75 millióból, ami 0,2%-os különbség. Nixon az állam 101 megyéjéből 92 vitt magával. Kennedy illinoisi győzelme Chicagóból származott a katolikus és afroamerikai szavazók nagy lakosságának köszönhetően. Cook megyében 318 736-al gyűjtött több szavazatot, míg megyeszékhelyében, Chicagóban pedig 456 312-el. 

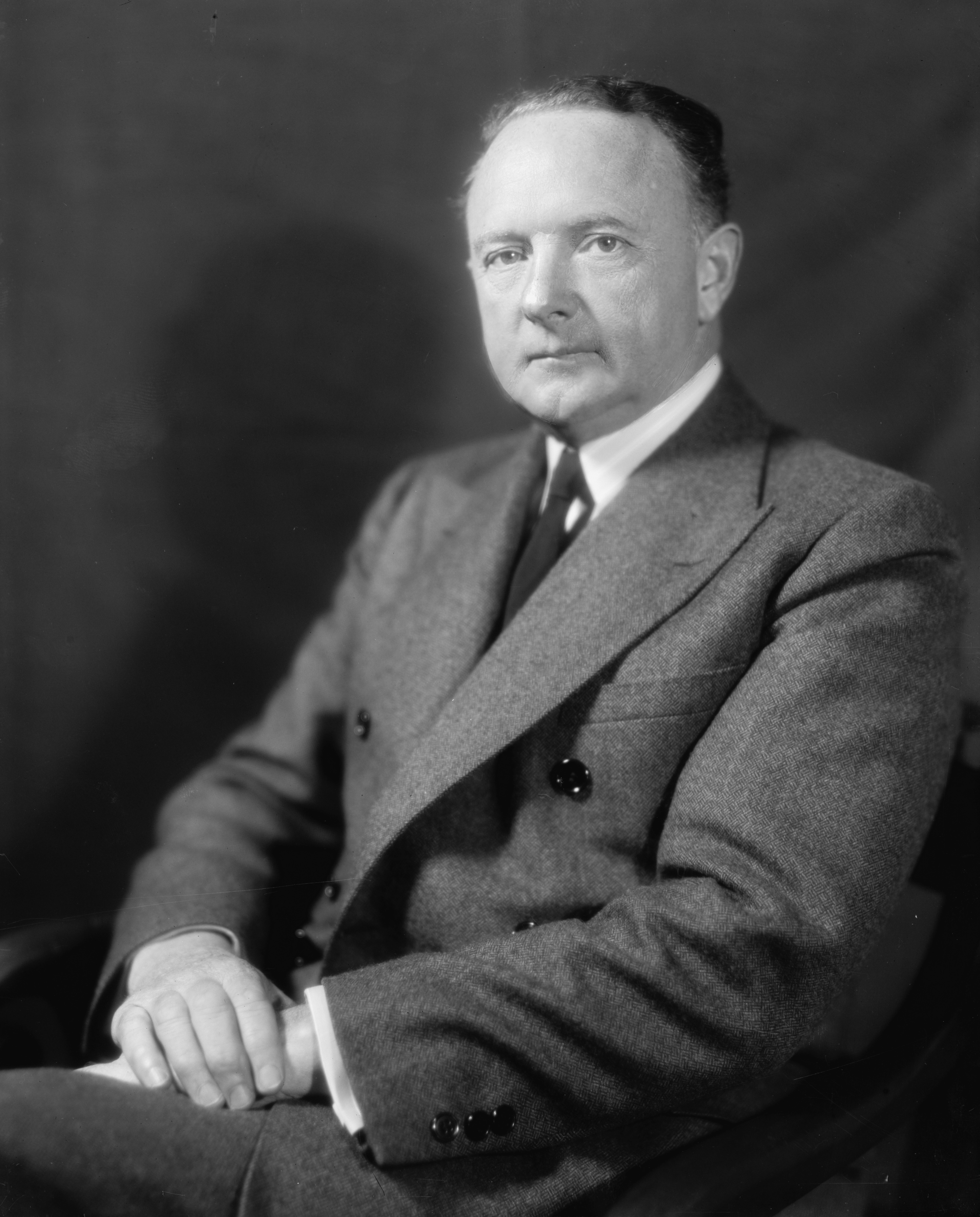
Harry F. Byrd, aki 15 elektori szavazatot kapott

Kennedy 303, míg Nixon 219 elektori szavazatot kapott. Összesen 15 választó, nyolc Mississippiből, hat Alabamából és egy Oklahomából nem volt hajlandó sem Kennedyre, sem Nixonra szavazni, helyette szavazatukat Harry F. Byrd szenátorra adták le, egy konzervatív demokratára, annak ellenére, hogy nem is volt elnökjelölt. Kennedy három állam kivételével az összes államot a népes északkeleten magával vitte és a középnyugati nagy lakosú Michigant, Illinoist és Missourit is. Lyndon Johnson segítségével a dél nagy része is rá szavazott, beleértve Észak-Karolina, Georgia és Texas nagy államokat. Nixon a legnagyobb győzelmet Ohioban aratta, a kevés elektorral rendelkező nyugati államok nagy részét ő vitte magával, ám Kalifornia 32 elektorral rendelkezett. Ez volt az utolsó választás 1976-ig, ahol Georgia, Louisiana és Alabama demokratára szavazott.
Számos déli demokrata ellenezte a délen élő afroamerikaiak szavazati jogát. A szegregáció hívei felszólították a választói szavazatok leadását a demokrata Harry F. Byrd virginiai szenátorra, a szegregációs független jelöltre. Összesen 15 választó nem volt hajlandó Kennedyre szavazni, helyette Byrd mellett tették le voksukat, aki nem is volt elnökjelölt és nem kérte a szavazatukat. Az oklahomai választó Barry Goldwaterre szavazott Byrd alelnökének, a másik 14 pedig Strom Thurmondra.
Kennedy elmondta, hogy látja az előttünk álló kihívásokat és szüksége van az ország támogatására, hogy túljussunk rajtuk. Győzelmi beszédében kijelentette: „Minden amerikai számára azt mondom, hogy a következő négy év nehéz és kihívásokkal teli év lesz mindannyiunk számára, hogy az 1960-as években minden nemzeti erőfeszítésre szükség lesz az ország biztonságának érdekében. Kérem a támogatásukat és biztosíthatom önöket, hogy szellemem minden fokát az Egyesült Államok hosszú távú érdekeinek és a szabadság ügyének szentelem szerte a világon.”

#### Választás utáni viták
Egyes republikánusok úgy vélték, hogy Kennedy csalt a választásokon, különösen Illinoisban, ahol Richard Daley polgármester hatalmas chicagói politikai gépezete működött és Texasban, melyet futótársa, Johnson vitt. Ez a két állam azért volt fontos, mert ha Nixon mindkettőt megszerezte, akkor 270 elektori szavazattal eggyel több lett volna, mint az elnökség elnyeréséhez szükséges 269 elektor. Az olyan republikánus szenátorok, mint Everett Dirksen és Barry Goldwater azt állították, hogy a szavazási csalás szerepet játszott a választáson és hogy Nixon valóban megnyerte az elnökválasztást. A republikánusok kísérletet tettek Illinois, Texas és kilenc másik államban megdönteni az eredményeket, sikertelenül. Earl Mazo, konzervatív újságíró és Nixon közeli barátja és életrajzírója megalapozatlan vádakat fogalmazott meg választási csalásokkal.  
Nixont kampánya arra sürgette, hogy kezdeményezzen újra számlálást és kérdőjelezze meg Kennedy győzelmének érvényességét több államban, különösen Illinoisban, Missouriban és New Jerseyben. Nixon három nappal a választás után beszédet mondott és kijelentette, hogy nem fogja vitatni az eredményeket. A Republikánus Nemzeti Bizottság elnöke, Thruston Ballard Morton kentuckyi szenátor a floridai Key Biscayne-ban meglátogatta Nixont és családját, akik itt üdültek és újra számlálást szorgalmazott. Morton 11 államban vitatta az eredményeket a bíróságon 1961 közepéig, de ezeknek a felelősségre vonásoknak a vége az lett, hogy Hawaiit a republikánusok elvesztették Kennedyvel szemben.
Texasban Kennedy 46 000 szavazattal győzte le Nixont. Egyes republikánusok bizonyíték nélkül azzal érveltek, hogy Johnson félelmetes politikai gépezete elég szavazatot kobzott el a mexikói határ menti megyékben ahhoz, hogy Kennedy győzni tudjon. Kennedy védelmezői amellett álltak, hogy mozgástere Texasban egyszerűen túl nagy ahhoz, hogy a szavazati csalás döntő tényező legyen.
Választási csalás gyanúja történt Texasban. Fannin megyében csak 4895 regisztrált szavazó volt, mégis 6138-an adták le voksukat a megyében, háromnegyede Kennedynek. Angelina megye egyik körzetében Kennedy 187 szavazatot kapott, Nixon 24-et és csak 86 regisztrált szavazó volt a körzetbe. Amikor a republikánusok országos újra számlálást követeltek, megtudták, hogy az állami választási bizottság – melynek tagjai többnyire demokraták voltak – már Kennedyt győztesként igazolta. Ez az elemzés azonban hibás, mivel csak azokat számolták, akik befizették a szavazási adót. 
| Elnökjelölt                   | Párt                          | Állam                         | Szavazatok                    | Szavazatok                    | Elektor szavazat | Futótárs                | Futótárs      |
| Elnökjelölt                   | Párt                          | Állam                         | Szavazat szám                 | Százalék                      | Elektor szavazat | Alelnökjelölt           | Állam         |
| ----------------------------- | ----------------------------- | ----------------------------- | ----------------------------- | ----------------------------- | ---------------- | ----------------------- | ------------- |
| John Fitzgerald Kennedy       | Demokrata Párt                | Massachusetts                 | 34 220 984                    | 49,72%                        | 303              | Lyndon Baines Johnson   | Texas         |
| Richard Milhous Nixon         | Republikánus Párt             | Kalifornia                    | 34 108 157                    | 49,55%                        | 219              | Henry Cabot Lodge       | Massachusetts |
| Harry Flood Byrd              | Demokrata Párt                | Virginia                      | –                             | –                             | 15               | James Strom Thurmond    | Dél-Karolina  |
| Harry Flood Byrd              | Demokrata Párt                | Virginia                      | –                             | –                             | 15               | Barry Morris Goldwater  | Arizona       |
| Eric Hass                     | Szocialista Munkáspárt        | New York                      | 47 522                        | 0,07%                         | 0                | Georgia Olive Cozzini   | Wisconsin     |
| Rutherford Losey Decker       | Tilalom Párt                  | Missouri                      | 46 203                        | 0,07%                         | 0                | Earle Harold Munn       | Michigan      |
| Orval Eugene Faubus           | Államok Jogai Párt            | Arkansas                      | 44 984                        | 0,07%                         | 0                | John Geraerdt Crommelin | Alabama       |
| Farell Dobbs                  | Szocialista Munkások          | New York                      | 40 175                        | 0,06%                         | 0                | Myra Tanner Weiss       | New York      |
| Charles L. Sullivan           | Alkotmánypárt                 | Mississippi                   | 18 162                        | 0,03%                         | 0                | Merritt Barton Curtis   | Kalifornia    |
| Joseph Bracken Lee            | Konzervatív Párt              | Utah                          | 8708                          | 0,01%                         | 0                | Kent Courtney           | Louisiana     |
| Egyéb                         | Egyéb                         | Egyéb                         | 11 128                        | 0,02%                         | 0                |                         |               |
| Teljes                        | Teljes                        | Teljes                        | 68 832 482                    | 100%                          | 537              |                         |               |
| Ennyi szükséges a győzelemhez | Ennyi szükséges a győzelemhez | Ennyi szükséges a győzelemhez | Ennyi szükséges a győzelemhez | Ennyi szükséges a győzelemhez | 269              |                         |               |

### Eredmények térképen

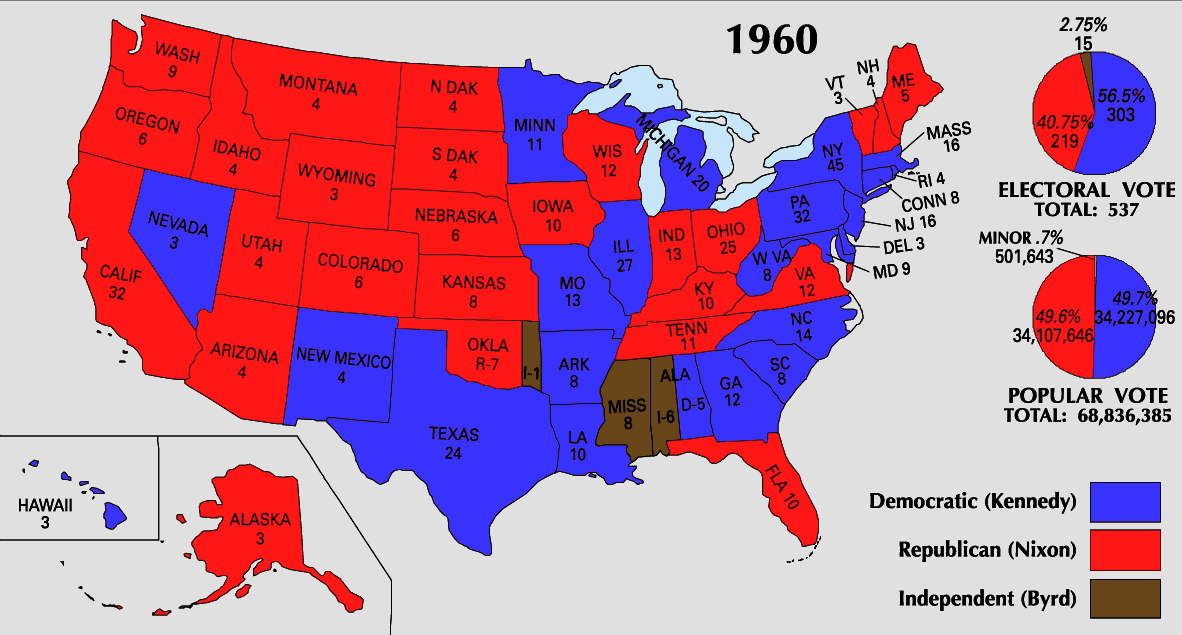
A választás eredményei államonként
A választás eredményei megyénként
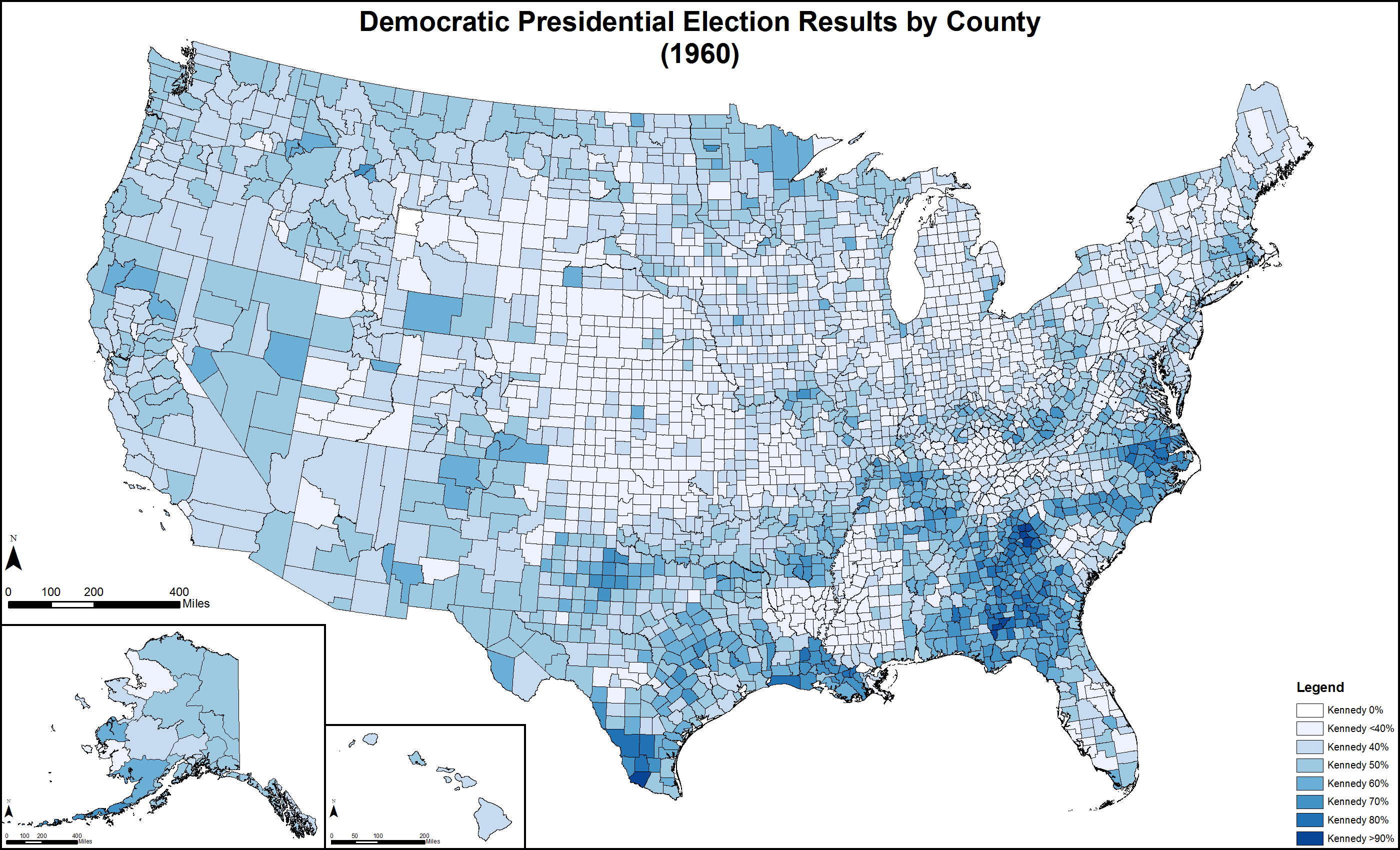
A demokraták eredményei megyénként
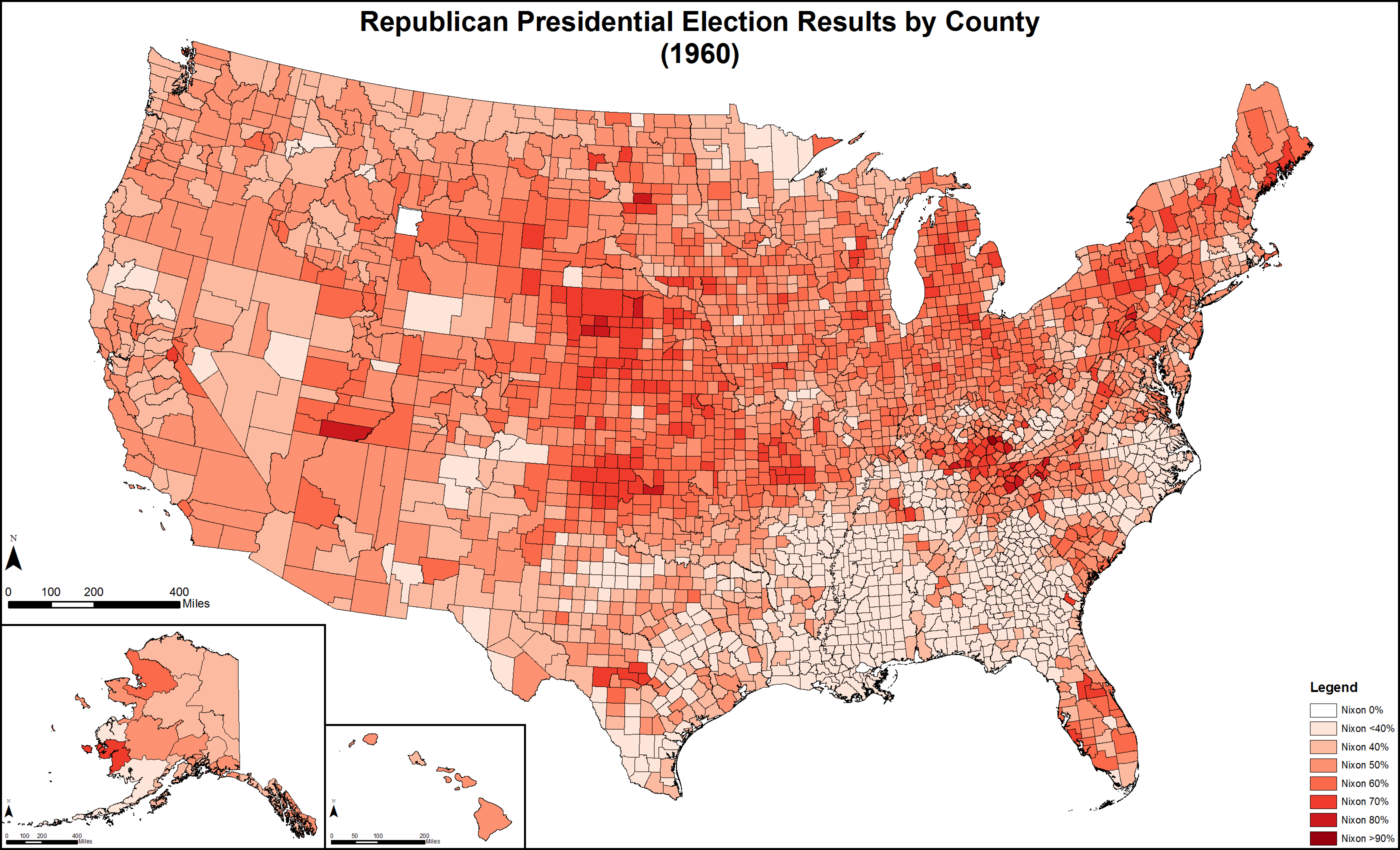
A republikánusok eredményei megyénként

### Eredmények államonként
| Kennedy/Johnson |
| Byrd/Thurmond   |
| Nixon/Lodge     |

|                 |           | Zászló | John F. Kennedy Demokrata | John F. Kennedy Demokrata | John F. Kennedy Demokrata | Richard Nixon Republikánus | Richard Nixon Republikánus | Richard Nixon Republikánus | Harry F. Byrd Nem hivatalos | Harry F. Byrd Nem hivatalos | Harry F. Byrd Nem hivatalos | Teljes    |
| Állam           | elektorok | Zászló | #                         | %                         | elektorok                 | #                          | %                          | elektorok                  | #                           | %                           | elektorok                   | #         |
| --------------- | --------- | ------ | ------------------------- | ------------------------- | ------------------------- | -------------------------- | -------------------------- | -------------------------- | --------------------------- | --------------------------- | --------------------------- | --------- |
| Alabama         | 11        |        | 318 303                   | 56,39                     | 5                         | 237 981                    | 42,16                      | –                          | 324 050                     | 0,00                        | 6                           | 564 478   |
| Alaszka         | 3         |        | 29 809                    | 49,06                     | –                         | 30 953                     | 50,94                      | 3                          | –                           | –                           | –                           | 60 762    |
| Arizona         | 4         |        | 176 781                   | 44,36                     | –                         | 221 241                    | 55,52                      | 4                          | –                           | –                           | –                           | 398 491   |
| Arkansas        | 8         |        | 215 049                   | 50,19                     | 8                         | 184 508                    | 43,06                      | –                          | –                           | –                           | –                           | 428 509   |
| Colorado        | 6         |        | 330 629                   | 44,91                     | –                         | 402 242                    | 54,63                      | 6                          | –                           | –                           | –                           | 736 246   |
| Connecticut     | 8         |        | 657 055                   | 53,73                     | 8                         | 565 813                    | 46,27                      | –                          | –                           | –                           | –                           | 1 222 883 |
| Delaware        | 3         |        | 99 590                    | 50,63                     | 3                         | 96 373                     | 49,00                      | –                          | –                           | –                           | –                           | 196 683   |
| Dél-Dakota      | 4         |        | 128 070                   | 41,79                     | –                         | 178 417                    | 58,21                      | 4                          | –                           | –                           | –                           | 306 487   |
| Dél-Karolina    | 8         |        | 198 129                   | 51,24                     | 8                         | 188 558                    | 48,76                      | –                          | –                           | –                           | –                           | 386 688   |
| Észak-Dakota    | 4         |        | 123 963                   | 44,52                     | –                         | 154 310                    | 55,42                      | 4                          | –                           | –                           | –                           | 278 431   |
| Észak-Karolina  | 14        |        | 713 136                   | 52,11                     | 14                        | 655 420                    | 47,89                      | –                          | –                           | –                           | –                           | 1 368 556 |
| Florida         | 10        |        | 748 700                   | 48,49                     | –                         | 795 476                    | 51,51                      | 10                         | –                           | –                           | –                           | 1 544 176 |
| Georgia         | 12        |        | 458 638                   | 62,54                     | 12                        | 274 472                    | 37,43                      | –                          | –                           | –                           | –                           | 733 349   |
| Hawaii          | 3         |        | 92 410                    | 50,03                     | 3                         | 92 295                     | 49,97                      | –                          | –                           | –                           | –                           | 184 705   |
| Idaho           | 4         |        | 138 853                   | 46,22                     | –                         | 161 597                    | 53,78                      | 4                          | –                           | –                           | –                           | 300 450   |
| Illinois        | 27        |        | 2 377 846                 | 49,98                     | 27                        | 2 368 988                  | 49,80                      | –                          | –                           | –                           | –                           | 4 757 409 |
| Indiana         | 13        |        | 952 358                   | 44,60                     | –                         | 1 175 120                  | 55,03                      | 13                         | –                           | –                           | –                           | 2 135 360 |
| Iowa            | 10        |        | 550 565                   | 43,22                     | –                         | 722 381                    | 56,71                      | 10                         | –                           | –                           | –                           | 1 273 810 |
| Kalifornia      | 32        |        | 3 224 099                 | 49,55                     | –                         | 3 259 722                  | 50,10                      | 32                         | –                           | –                           | –                           | 6 506 578 |
| Kansas          | 8         |        | 363 213                   | 39,10                     | –                         | 561 474                    | 60,45                      | 8                          | –                           | –                           | –                           | 928 825   |
| Kentucky        | 10        |        | 521 855                   | 46,41                     | –                         | 602 607                    | 53,59                      | 10                         | –                           | –                           | –                           | 1 124 462 |
| Louisiana       | 10        |        | 407 339                   | 50,42                     | 10                        | 230 980                    | 28,59                      | –                          | 169 572                     | 20,99                       | –                           | 807 891   |
| Maine           | 5         |        | 181 159                   | 42,95                     | –                         | 240 608                    | 57,05                      | 5                          | –                           | –                           | –                           | 421 767   |
| Maryland        | 9         |        | 565 808                   | 53,61                     | 9                         | 489 538                    | 46,39                      | –                          | –                           | –                           | –                           | 1 055 349 |
| Massachusetts   | 16        |        | 1 487 174                 | 60,22                     | 16                        | 976 750                    | 39,55                      | –                          | –                           | –                           | –                           | 2 469 480 |
| Michigan        | 20        |        | 1 687 269                 | 50,85                     | 20                        | 1 620 428                  | 48,84                      | –                          | 539                         | 0,02                        | –                           | 3 318 097 |
| Minnesota       | 11        |        | 779 933                   | 50,58                     | 11                        | 757 915                    | 49,16                      | –                          | –                           | –                           | –                           | 1 541 887 |
| Mississippi     | 8         |        | 108 362                   | 36,34                     | –                         | 73 561                     | 24,67                      | –                          | 116 248                     | 38,99                       | 8                           | 298 171   |
| Missouri        | 13        |        | 972 201                   | 50,26                     | 13                        | 962 221                    | 49,74                      | –                          | –                           | –                           | –                           | 1 934 422 |
| Montana         | 4         |        | 134 891                   | 48,60                     | –                         | 141 841                    | 51,10                      | 4                          | –                           | –                           | –                           | 277 579   |
| Nebraska        | 6         |        | 232 542                   | 37,93                     | –                         | 380 553                    | 62,07                      | 6                          | –                           | –                           | –                           | 613 095   |
| Nevada          | 3         |        | 54 880                    | 51,16                     | 3                         | 52 387                     | 48,84                      | –                          | –                           | –                           | –                           | 107 267   |
| New Hampshire   | 4         |        | 137 772                   | 46,58                     | –                         | 157 989                    | 53,42                      | 4                          | –                           | –                           | –                           | 295 761   |
| New Jersey      | 16        |        | 1 385 415                 | 49,96                     | 16                        | 1 363 324                  | 49,16                      | –                          | –                           | –                           | –                           | 2 773 111 |
| New York        | 45        |        | 3 830 085                 | 52,53                     | 45                        | 3 446 419                  | 47,27                      | –                          | –                           | –                           | –                           | 7 291 079 |
| Nyugat-Virginia | 8         |        | 441 786                   | 52,73                     | 8                         | 395 995                    | 47,27                      | –                          | –                           | –                           | –                           | 837 781   |
| Ohio            | 25        |        | 1 944 248                 | 46,72                     | –                         | 2 217 611                  | 53,28                      | 25                         | –                           | –                           | –                           | 4 161 859 |
| Oklahoma        | 8         |        | 370 111                   | 40,98                     | –                         | 533 039                    | 59,02                      | 7                          | 0                           | 0,00                        | 1                           | 903 150   |
| Oregon          | 6         |        | 367 402                   | 47,32                     | –                         | 408 060                    | 52,56                      | 6                          | –                           | –                           | –                           | 776 421   |
| Pennsylvania    | 32        |        | 2 556 282                 | 51,06                     | 32                        | 2 439 956                  | 48,74                      | –                          | –                           | –                           | –                           | 5 006 541 |
| Rhode Island    | 4         |        | 258 032                   | 63,63                     | 4                         | 147 502                    | 36,37                      | –                          | –                           | –                           | –                           | 405 535   |
| Tennessee       | 11        |        | 481 453                   | 45,77                     | –                         | 556 577                    | 52,92                      | 11                         | –                           | –                           | –                           | 1 051 792 |
| Texas           | 24        |        | 1 167 567                 | 50,52                     | 24                        | 1 121 310                  | 48,52                      | –                          | –                           | –                           | –                           | 2 311 084 |
| Utah            | 4         |        | 169 248                   | 45,17                     | –                         | 205 361                    | 54,81                      | 4                          | –                           | –                           | –                           | 374 709   |
| Új-Mexikó       | 4         |        | 156 027                   | 50,15                     | 4                         | 153 733                    | 49,41                      | –                          | –                           | –                           | –                           | 311 107   |
| Vermont         | 3         |        | 69 186                    | 41,35                     | –                         | 98 131                     | 58,65                      | 3                          | –                           | –                           | –                           | 167 324   |
| Virginia        | 12        |        | 362 327                   | 46,97                     | –                         | 404 521                    | 52,44                      | 12                         | –                           | –                           | –                           | 771 449   |
| Washington      | 9         |        | 599 298                   | 48,27                     | –                         | 629 273                    | 50,68                      | 9                          | –                           | –                           | –                           | 1 241 572 |
| Wisconsin       | 12        |        | 830 805                   | 48,05                     | –                         | 895 175                    | 51,77                      | 12                         | –                           | –                           | –                           | 1 729 082 |
| Wyoming         | 3         |        | 63 331                    | 44,99                     | –                         | 77 451                     | 55,01                      | 3                          | –                           | –                           | –                           | 140 782   |

### Szoros eredmények
A különbség 1% alatt volt:
1. Hawaii, 0,06% (115 szavazat)
2. Illinois, 0,19% (8 858 szavazat)
3. Missouri, 0,52% (9 980 szavazat)
4. Kalifornia, 0,55% (35 623 szavazat)
5. Új-Mexikó, 0,74% (2 294 szavazat)
6. New Jersey, 0,80% (22 091 szavazat)

A különbség 5% alatt volt:
1. Minnesota, 1,43% (22 018 szavazat)
2. Delaware, 1,64% (3 217 szavazat)
3. Alaszka, 1,88% (1 144 szavazat)
4. Texas, 2,00% (46 257 szavazat)
5. Michigan, 2,01% (66 841 szavazat)
6. Nevada, 2,32% (2 493 szavazat)
7. Pennsylvania, 2,32% (116 326 szavazat)
8. Washington, 2,41% (29 975 szavazat)
9. Dél-Karolina, 2,48% (9 571 szavazat)
10. Montana, 2,50% (6 950 szavazat)
11. Mississippi, 2,64% (7 886 szavazat)
12. Florida, 3,03% (46 776 szavazat)
13. Wisconsin, 3,72% (64 370 szavazat)
14. Észak-Karolina, 4,22% (57 716 szavazat)

A különbség 5% és 10% között volt:
1. Oregon, 5,24% (40 658 szavazat)
2. New York, 5,26% (383 666 szavazat)
3. Nyugat-Virginia, 5,46% (45 791 szavazat)
4. Virginia, 5,47% (42 194 szavazat)
5. Ohio, 6,56% (273 363 szavazat)
6. New Hampshire, 6,84% (20 217 szavazat)
7. Arkansas, 7,13% (30 541 szavazat)
8. Tennessee, 7,15% (75 124 szavazat)
9. Kentucky, 7,18% (80 752 szavazat)
10. Maryland, 7,22% (76 270 szavazat)
11. Connecticut, 7,46% (91 242 szavazat)
12. Idaho, 7,56% (22 744 szavazat)
13. Utah, 9,64% (36 113 szavazat)
14. Colorado, 9,73% (71 613 szavazat)

#### Statisztika
A demokraták legmagasabb szavazati arányú megyéi:
1. Seminole megye (Georgia) 95,35%
2. Miller megye (Georgia) 94,74%
3. Hart megye (Georgia) 93,51%
4. Starr megye (Texas) 93,49%
5. Madison megye (Georgia) 92,18%

A republikánusok legmagasabb szavazati arányú megyéi:
1. Jackson megye (Kentucky) 90,35%
2. Johnson megye (Tennessee) 86,74%
3. Owsley megye (Kentucky) 86,24%
4. Hooker megye (Nebraska) 86,19%
5. Sevier megye (Tennessee) 85,05%

## Külső linkek
- The Election Wall's 1960 Election Video Page
- 1960 popular vote by counties
- 1960 popular vote by states
- 1960 popular vote by states (with bar graphs)
- Gallery of 1960 Election Posters/Buttons a Wayback Machine-ben (archiválva 2007. november 7-i dátummal)
- Campaign commercials from the 1960 election
- How close was the 1960 election?  — Michael Sheppard, Massachusetts Institute of Technology a Wayback Machine-ben (archiválva 2012. augusztus 25-i dátummal)
- Battleground West Virginia: Electing the President in 1960 Archiválva 2021. június 16-i dátummal a Wayback Machine-ben—West Virginia Archives and History On-Line Exhibit
- Election of 1960 in Counting the Votes